# Pena capital en Costa Rica
La pena capital fue abolida en Costa Rica en 1877. Costa Rica, uno de los muchos países, prohibió la pena capital en 1882.  Costa Rica fue uno de los tres países que abolieron la pena de muerte para todos los delitos a principios del siglo XX. El 7 de noviembre de 1969, Costa Rica atendió la Convención Americana sobre Derechos Humanos.  Costa Rica y los Estados Unidos firmaron un tratado de extradición el 10 de noviembre de 1922 relativo a la pena de muerte.  El ministro costarricense de Relaciones Extranjeras declaró "que está entendido que el gobierno de los Estados Unidos de América asegura que la pena de muerte no será aplicada a los delincuentes entregados por Costa Rica a los Estados Unidos de América por cualquiera de los delitos enumerados en dicho tratado".